# Gyponana chiriquea
Gyponana chiriquea är en insektsart som beskrevs av Delong och Wolda 1982. Gyponana chiriquea ingår i släktet Gyponana och familjen dvärgstritar. Inga underarter finns listade i Catalogue of Life.